# Ons Mijnverleden

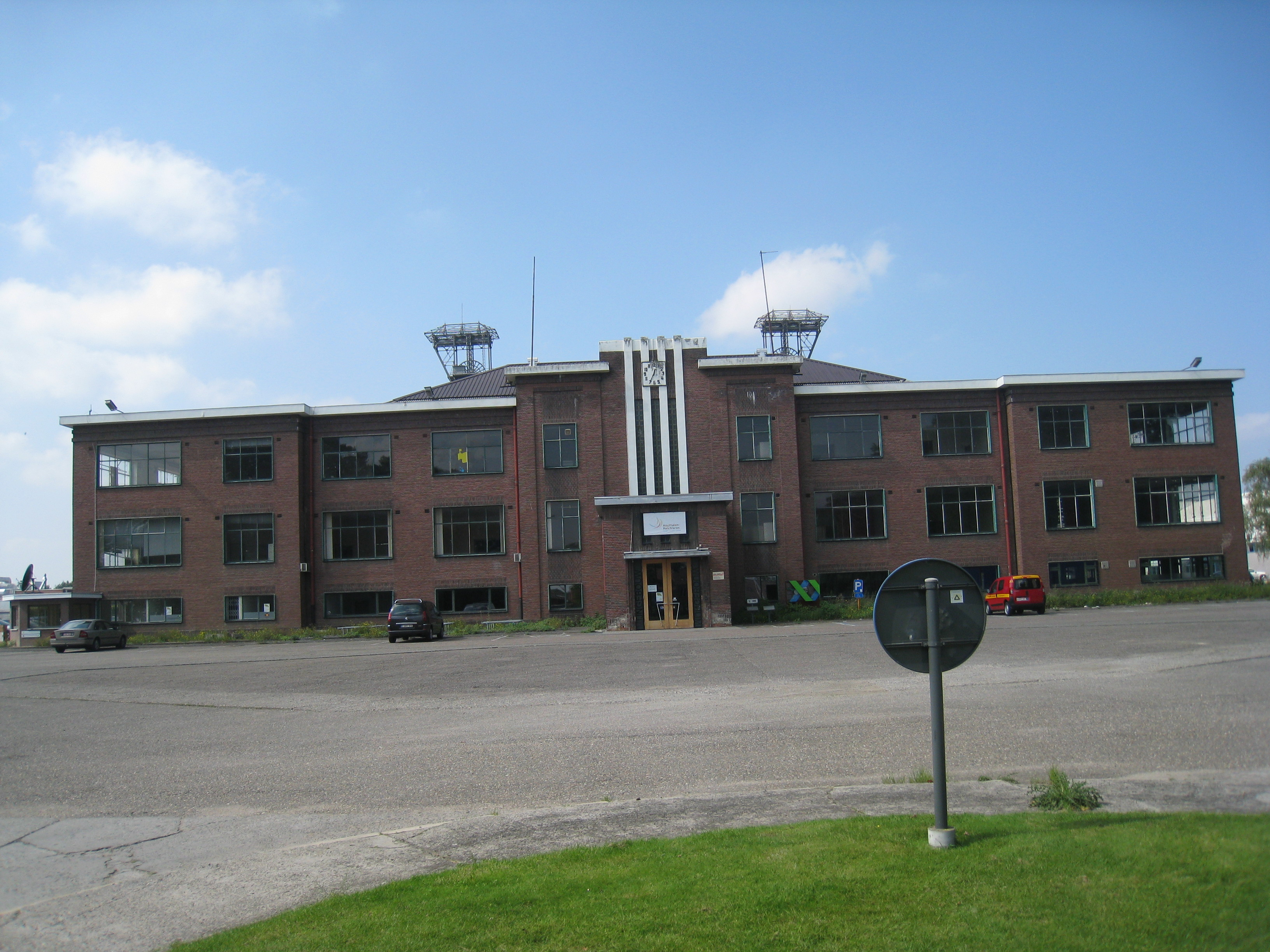
Voormalig hoofdkantoor van de steenkoolmijn van Houthalen

Ons Mijnverleden was een museum te Houthalen in de Belgische provincie Limburg. Het museum was gevestigd in het voormalig hoofdkantoor van de Steenkoolmijn van Houthalen, aan Centrum-Zuid 1111. Achter dit hoofdkantoor bevinden zich de twee schachtbokken van de voormalige mijn.

## Geschiedenis
Het museum werd opgericht in 1992. Inspirator was Jean De Schutter, die vanaf 1964 hoofdopzichter in de steenkoolmijn van Zolder is geweest, en vanaf 1980 leraar aan de mijnschool was. Hij verzamelde tal van fossielen, gesteenten en andere voorwerpen die met de mijnbouw te maken hebben. Vanaf 1992 werd de verzameling tentoongesteld in het Cultureel Centrum te Houthalen-Oost en was het museum een feit.
In 2004 verhuisde het museum naar het voormalig hoofdkantoor van de Steenkoolmijn van Houthalen, waar veel meer ruimte beschikbaar was.
Begin 2011 moest het museum wijken voor een nieuwe bestemming van het hoofdgebouw. Dit werd namelijk ingericht als een centrum voor schone technologie. Vanaf 25 oktober 2013 is er in het hoofdgebouw een bezoekerscentrum geopend waarin een deel van de collectie opnieuw wordt tentoongesteld.

## Verzameling
Het museum biedt een geologische en paleontologische verzameling en gaat in op de geschiedenis van de steenkoolmijnbouw van het vroege verleden tot heden. De werking van de kolenmijn wordt uitgelegd en met name ook de geschiedenis van de mijnbouw in de Limburgse Kempen komt uitgebreid aan de orde.